# Guerra entre homes i dones
Guerra entre homes i dones (títol original: The War Between Men and Women) és una pel·lícula comèdia dramàtica estatunidenca de 1972 dirigida per Melville Shavelson i protagonitzada per Jack Lemmon, Barbara Harris i Jason Robards. La pel·lícula està basada en els escrits de l'humorista James Thurber i va ser estrenada per Cinema Center Films. Està doblada al català.
Compta amb dibuixos animats intercalats a la història basats en les obres de Thurber. Shavelson també va ser el creador de la sèrie de televisió de 1969 basada en Thurber My World and Welcome to It. El guió és de Shavelson i de Danny Arnold, que també va treballar a la sèrie de 1969. Lisa Gerritsen, que interpreta a Linda Kozlenko a la pel·lícula, abans va aparèixer a My World i Welcome to It com a Lydia Monroe.

## Argument
Un dibuixant miop i sarcàstic, contrari al compromís, s'enamora d'una atractiva mare soltera amb tres fills, l'única dona que suporta les seves fortes opinions antifeministes. Finalment s'instal·la amb ella i li fa una proposta.

## Repartiment
- Jack Lemmon com Peter Edward Wilson
- Barbara Harris com Theresa Alice Kozlenko
- Jason Robards com Stephen Kozlenko
- Herb Edelman com Howard Mann
- Lisa Gerritsen com Linda Kozlenko
- Moosie Drier com David Kozlenko
- Severn Darden com Dr. Harris
- Lisa Eilbacher com Caroline Kozlenko

## Nominació al premi
El guió de Melville Shavelson i Danny Arnold va ser nominat als Premis del Sindicat de Guionistes dels Estats Units a la millor comèdia escrita directament per a la pantalla.